# Olympische Sommerspiele 1920/Reiten
Bei den VII. Olympischen Spielen 1920 in Antwerpen werden sieben Wettbewerbe im Reiten ausgetragen. Kunstreiten gehörte 1920 einmalig zum Wettkampfprogramm.

## Dressur

### Einzel
| Platz | Land | Reiter und Pferd                    | Punkte |
| ----- | ---- | ----------------------------------- | ------ |
| 1     | SWE  | Janne Lundblad auf „Uno“            | 27,937 |
| 2     | SWE  | Bertil Sandström auf „Sabel“        | 26,312 |
| 3     | SWE  | Hans von Rosen auf „Running Sister“ | 25,125 |

## Springreiten

### Einzel
| Platz | Land | Reiter und Pferd                        | Strafpunkte |
| ----- | ---- | --------------------------------------- | ----------- |
| 1     | ITA  | Tommaso Lequio di Assaba auf „Trebecco“ | 2           |
| 2     | ITA  | Alessandro Valerio auf „Cento“          | 3           |
| 3     | SWE  | Carl Gustaf Lewenhaupt auf „Mon Coeur“  | 4           |

### Mannschaft
| Platz | Land | Reiter und Pferde | Strafpunkte |
| ----- | ---- | --- | ----------- |
| 1     | SWE  | Claës König auf „Tresor“ Frank Martin auf „Kohort“ Daniel Norling auf „Eros II“ Hans von Rosen „Poor Boy“                               | 14          |
| 2     | BEL  | André Coumans auf „Lisette“ Henri Laame auf „Biscuit“ Herman de Gaiffier d’Hestroy auf „Miss“ Herman d’Oultremont „Lord Kitchener“      | 16,25       |
| 3     | ITA  | Alessandro Alvisi auf „Reggio di Sole“ Carlo Asinari auf „Varone“ Ettore Caffaratti auf „Tradittore“ Giulio Cacciandra auf „Fortunello“ | 18,75       |

## Vielseitigkeit
Anders noch als in Stockholm war das Vielseitigkeitsreiten nicht mehr nur Offizieren vorbehalten. Aus einer Prüfung für Soldatenpferde wurde damit eine schwere Gebrauchsprüfung für Jagdpferde. Es nahmen 25 Teilnehmer aus acht Nationen teil.
Das Vielseitigkeitsreiten wurde ohne Dressurprüfung ausgerichtet. Die dreiteilige Prüfung zog sich über fünf Tage hin und bestand aus:
- Distanzritt über 50 Kilometer, bestehend aus 45 Kilometer auf Straßen und Wegen, 5 Kilometer querfeldein mit 18 natürlichen, festen Sprüngen bis 1,15 Meter Höhe. Diese Strecke war in dreieinhalb Stunden zu bewältigen.
- Nach einem Ruhetag folgte ein Straßengalopp über 20 Kilometer, dem sich 4000 Meter Rennbahngalopp anschlossen. Letzterer war mit einem Tempo von 550 m/min zu bewältigen.
- Nach dem nächsten Ruhetag folgte das Jagdspringen mit Hindernissen bis zu 1,25 m Höhe.

### Einzel
| Platz | Land | Reiter und Pferd             | Punkte  |
| ----- | ---- | ---------------------------- | ------- |
| 1     | SWE  | Helmer Mörner auf „Germania“ | 1775,00 |
| 2     | SWE  | Åge Lundström „Ysra“         | 1738,75 |
| 3     | ITA  | Ettore Caffaratti „Caniche“  | 1733,75 |

### Mannschaft
| Platz | Land | Reiter und Pferde | Punkte  |
| ----- | ---- | --- | ------- |
| 1     | SWE  | Gustaf Dyrsch auf „Salamis“ Åge Lundström auf „Ysra“ Helmer Mörner auf „Germania“ Georg von Braun auf „Diana“                   | 5057,50 |
| 2     | ITA  | Carlo Asinari auf „Savari“ Giulio Cacciandra auf „Facetto“ Ettore Caffaratti auf „Caniche“ Garibaldi Spighi auf „Otello“        | 4735,00 |
| 3     | BEL  | Jules Bonvalet auf „Weppelghem“ Oswald Lints auf „Martha“ Jacques Misonne auf „Gaucho“ Roger Moeremans d’Emaüs auf „Sweet Girl“ | 4560,00 |

## Kunstreiten

### Einzel
| Platz | Land | Reiter           | Punkte |
| ----- | ---- | ---------------- | ------ |
| 1     | BEL  | Daniël Bouckaert | 8000   |
| 2     | FRA  | Charles Field    | 5000   |
| 3     | BEL  | Louis Finet      | 3200   |

### Mannschaft
| Platz | Land | Reiter                                         | Punkte  |
| ----- | ---- | ---------------------------------------------- | ------- |
| 1     | BEL  | Daniël Bouckaert Louis Finet Maurice Van Ranst | 18.000  |
| 2     | FRA  | ? Cauchy Charles Field ? Salins                | 8.700   |
| 3     | SWE  | Carl Green Anders Mårtensson Oskar Nilsson     | 1.972,5 |